# Dialetto limosino
Il limosino (nome nativo lemosin, in francese limousin) è un dialetto della lingua occitana diffuso nelle aree meridionali della Francia, nella regione del Limosino e nel Périgord.
È il dialetto in cui sono scritti i primi documenti in lingua occitana, come il Boecis scritto agli albori del 1000, ed è anche la lingua di poeti come Bernard de Ventadorn.
Nel medioevo, dunque, sotto l'influenza dei primi trovatori, tra cui lo stesso Bernard de Ventadorn, si poteva chiamare limosino l'insieme dei dialetti della lingua d'oc. Nel XVI secolo, nella Comunità Valenciana e a Maiorca, l'espressione lingua limosina o limosí era soprattutto utilizzata per definire la maniera di parlare dei trovatori catalani. Successivamente questo termine venne utilizzato fino al XIX secolo, in modo non appropriato, per definire la lingua catalana e talvolta l'insieme della lingua occitana.

## Definizione
Il limosino è un dialetto dell'occitano o lingua d'oc, come l'alverniate e il vivaro-alpino (con i quali forma il gruppo dell'occitano settentrionale), il linguadociano, il provenzale e il guascone (che insieme costituiscono l'occitano meridionale). 
I primi trovatori scrivevano in limosino (Guglielmo IX di Poitiers, Ebles II di Ventadour, Bernard de Ventadorn, Bertran de Born, Arnaut Daniel, Giraut de Borneilh...) e spesso anche i loro eredi. Il limosino era anche la lingua nativa dei grandi signori d'Aquitania o del Limosino, come per esempio Eleonora d'Aquitania o Riccardo Cuor di Leone, che hanno composto poesie in lingua limosina.

## Ripartizione geografica

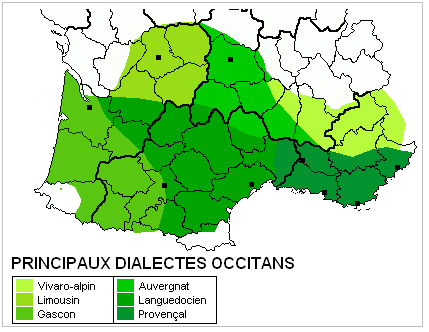
Cartina dei dialetti occitani

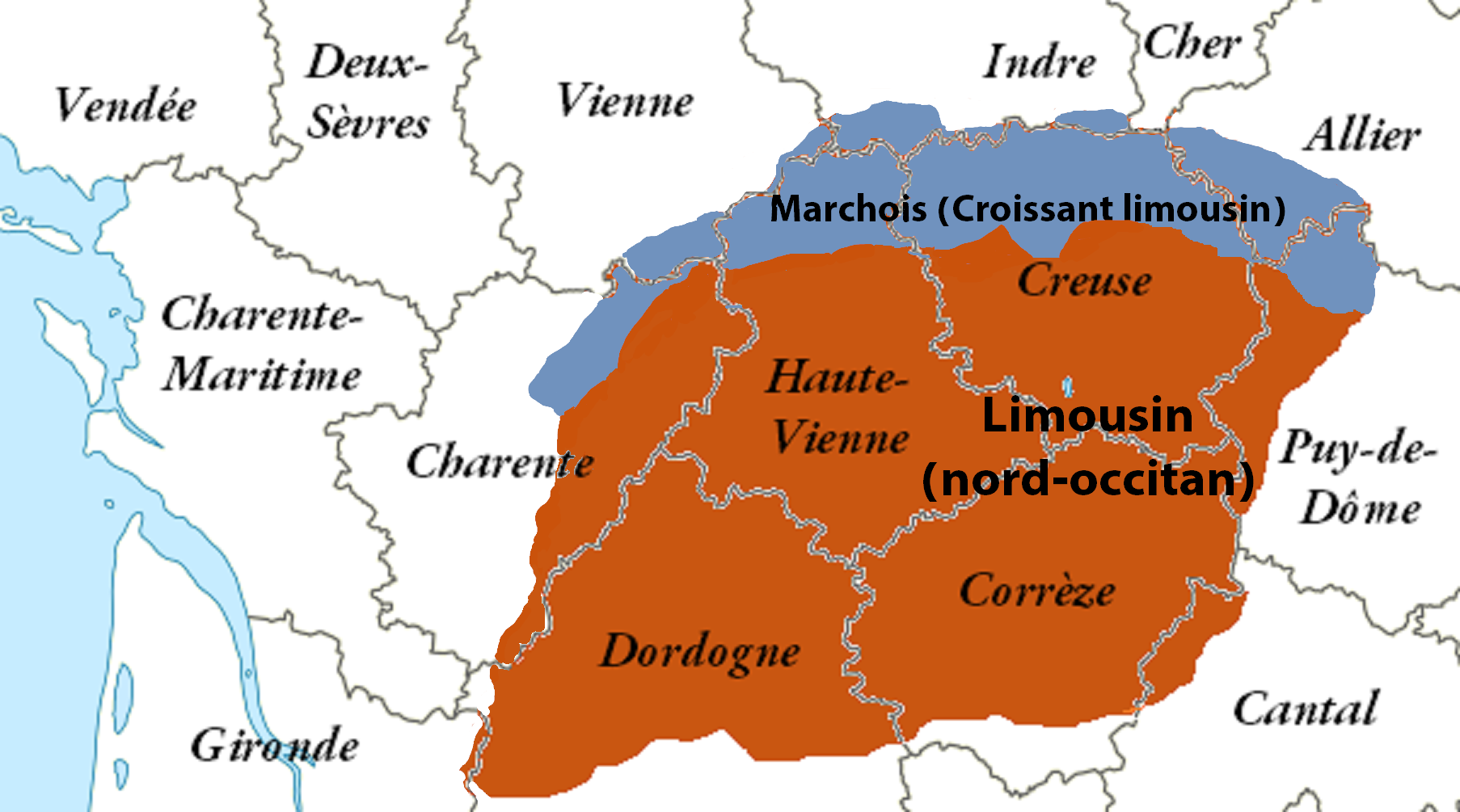
Il dialetto limosino

È parlato nella regione francese del Limosino, come pure in un terzo della Charente (tra cui la Charente limosina) e in tutta la metà settentrionale della Dordogna.

## La lingua dei trovatori
Lo storico francese Henri-Irénée Marrou nel suo lavoro del 1971 sui trovatori ha scritto che questi usano una lingua chiamata limosino dai Catalani e provenzale dagli italiani. Questa lingua letteraria fu adottata in effetti dai trovatori originari della Catalogna o dell'Italia del Nord. Lo studioso continua poi affermando che i primi grandi trovatori non sono nati nel cuore della langue d'oc «se pure quest'area linguistica distesa dis Aup i Pirenèu ha mai avuto un centro (che i Tolosiani mi perdonino!), (...)».

## Uso della lingua
Il dialetto limosino era fino al XVI secolo la lingua ufficiale della regione e resta la lingua parlata dominante fino all'inizio del XX secolo (diffondendosi in centri urbani quali Limoges o Saint-Junien), epoca a partire dalla quale il francese viene a diffondersi nella parte superiore. L'UNESCO lo classifica "seriamente in pericolo" nel suo Atlante delle lingue minacciate.
Il limosino è impiegato soprattutto dagli abitanti più anziani delle zone rurali. Tutti i suoi parlanti sono allo stesso tempo francofoni, e il suo utilizzo tende a diminuire, ma la maggior parte dei limosini di nascita conoscono, sebbene non comprendano perfettamente la lingua, espressioni, proverbi o canzoni in lingua occitana che fanno parte del loro patrimonio familiare. 
Esistono due scuole materne/primarie occitane (calandretas) nella zona del dialetto limosino, una a Limoges, l'altra nel Périgueux. Esse sono laiche, gratuite, e utilizzano una pedagogia attiva e partecipativa basata sulle teorie di Freinet. Inoltre sono aperte a tutti senza nessuna eccezione, compresi i discenti i cui genitori non parlano la lingua occitana. Contribuiscono così alla trasmissione e alla continuità della lingua limosina educando i bambini al bilinguismo occitano-francese. Nel Limosino, tre professori insegnano l'occitano-limosino in collegi, licei e nelle I.U.T. (Institut universitaire de technologie). Si trova tuttora traccia dell'occitano-limosino in numerosi patronimici e toponimi, come pure nei modi di dire (limosinismi) dei limosini e nel loro accento allorché si esprimono in francese.

## Scrittori in dialetto limosino
- Jean-Baptiste Foucaud (1747-1818), limosino conosciuto per i suoi adattamenti in occitano delle favole di La Fontaine.
- L'abate Joseph Roux (1834-1905), di Tulle, che ha rilanciato la scrittura letteraria del limosino nel secolo XIX con la sua lunga poesia, La Chansou lemouzina[3], e codificato l'ortografia limosina nella sua Grammaire limousine (1893-1895)[4].
- Roger Ténèze (1904-1976), giornalista per « la Voix du Nord », autore di racconti (Noreia) e poesie (Las Ombras Sobeiranas)[5].
- Marcelle Delpastre (1925-1998), autore di racconti (Los contes dau Pueg-Gerjan), di poesie[6].
- Jean Mouzat, poeta e autore di studi sui trovatori, in particolare su Gaulcem Faidit[7].
- Albert Pestour (1892-1965), poeta (Lous rebats sus l'Autura)[8].
- Michel Chadeuil (Micheu Chapduelh), un perigordino originario dei Vaures, poeta (Lo còr et las dents), novellista, romanziere, vicino a Jan dau Melhau e a Joan-Pau Verdier[9].